# Франсиско де Паула Сантандер

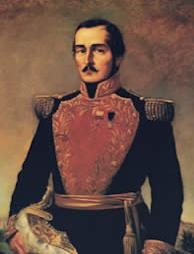
Франсиско де Паула Сантандер у молоді роки

Франси́ско де Па́ула Сантанде́р-і-Оманья (ісп. Francisco José de Paula Santander y Omaña; 2 квітня 1792 — 6 травня 1840) — національний герой Колумбії, перший президент Республіки Нова Гранада.

## Біографія
Один із керівників патріотичних сил у Війні за незалежність іспанських колоній у Америці 1810—1826 років, з 1819 року головнокомандувач патріотичною армією.
Брав участь разом з Боліваром у битві при Бояці й у звільненні Боготи 1819 року. У 1819—1828 роках віцепрезидент Великої Колумбії. Під час військових походів Болівара був фактичним її президентом. У вересні 1828 року засуджений за змову проти Болівара до страти, втім вирок було замінено на заслання з країни.

Після смерті Болівара та розпаду Великої Колумбії повернувся до Нової Гранади. У 1832—1837 роках — президент Нової Гранади. Був одним із засновників Ліберальної партії. Зробив великий внесок у розвиток освіти, заснував низку навчальних закладів (університет у Сан-Хосе-де-Кукута), сприяв послабленню церкви в області народної освіти. З 1838 року депутат конгресу.